# عقداء عطرية
العَقْدَاء العِطْرِيَّة أو خاتم سليمان المخزني  أو خاتم سليماننوع نباتي يتبع جنس العَقداء من الفصيلة السفندرية.

## الموئل والانتشار
ينتشر في المغرب العربي ومعظم مناطق أوروبا ما عدا إيرلندا ومولدوفا.

## الوصف النباتي
نبات ينتشر بالأرآد.